# Янош Тот (кінооператор)
Янош Тот (угор. Tóth János; 1 вересня 1930, Тольна — 29 серпня 2019) — угорський кінооператор, режисер, сценарист.

## Біографія
Зняв кілька короткометражних стрічок Золтана Гусарика, з 1968 постійно працював з Кароєм Макком.

## Вибрана фільмографія
- 1960 — Червоні чорнила / Vörös tinta (Віктор Гертлер)
- 1965 — Янош Харі / Háry János (Міклош Синетар)
- 1965 — Елегія / Elégia (Золтан Гусарик; короткометражний)
- 1966 — Денне затемнення / Nappali sötétség (Золтан Фабрі)
- 1968 — Перед богом і людьми / Isten és ember elött (Карой Макк)
- 1969 — Капричо / Capriccio (Золтан Гусарик)
- 1969 — Амеріго Той / Amerigo Tot (Золтан Гусарик)
- 1971 — Любов / Szerelem (Карой Макк)
- 1974 — Кішки-мишки / Macskajáték (Карой Макк, також виступив як співавтор сценарію)
- 1977 — Моральна ніч / Egy erkölcsös éjszaka (Карой Макк)
- 1978 — Дорогий сину / Drága kisfiam (Карой Макк)
- 1987 — Останній рукопис / Az utolsó kézirat (Карой Макк)
- 1997 — Mozikép (Янош Тот; короткометражний)
- 2003 — Проект Яноша Варги / Varga János project (Янош Варга)

## Визнання
- Премія Бели Балажа (1971, 1976);
- Премія імені Кошута (2001).